# Darğalar
Darğalar är en ort i Azerbajdzjan.   Den ligger i distriktet Bərdə Rayonu, i den centrala delen av landet, 240 km väster om huvudstaden Baku. Darğalar ligger 89 meter över havet och antalet invånare är 386.
Terrängen runt Darğalar är platt, och sluttar brant österut. Runt Darğalar är det ganska tätbefolkat, med 129 invånare per kvadratkilometer.. Närmaste större samhälle är Barda, 4,6 km norr om Darğalar.
Trakten runt Darğalar består till största delen av jordbruksmark.